# Wikstroemia reginaldi-farreri
Wikstroemia reginaldi-farreri är en tibastväxtart som först beskrevs av Josef Jakob Halda, och fick sitt nu gällande namn av Yin Z.Wang och M.G.Gilbert. Wikstroemia reginaldi-farreri ingår i släktet Wikstroemia och familjen tibastväxter. Inga underarter finns listade i Catalogue of Life.